# Konarskie (powiat śremski)
Konarskie  (Konarskie pod Książem) – wieś w Polsce położona w województwie wielkopolskim, w powiecie śremskim, w gminie Książ Wielkopolski.
W latach 1975–1998 miejscowość należała administracyjnie do województwa poznańskiego.
Wieś położona 3 km na zachód od Książa Wielkopolskiego niedaleko drogi wojewódzkiej nr 436. Przez wieś przebiega droga powiatowa nr 4070 z Kadzewa przez Drzonek i Wieszczyczyn.